# Solanus Casey
Solanus Casey, OFM Cap., rodným jménem Bernard Francis Casey (25. listopadu 1870, Oak Grove – 31. července 1957, Detroit) byl americký římskokatolický kněz a řeholník kapucínského řádu. Katolická církev jej uctívá jako blahoslaveného.

## Život

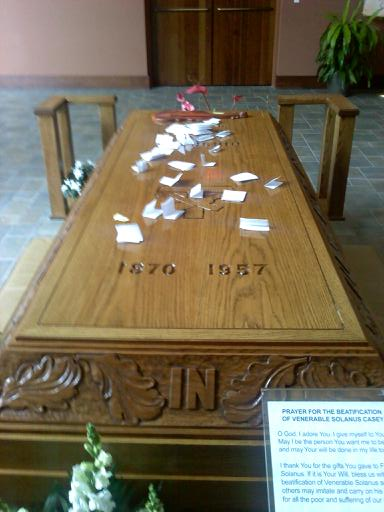
Hrobka v klášteře sv. Bonaventura v Detroitu, ve které byly jeho ostatky uloženy mezi lety 1987–2017 (dnes jsou jeho ostatky uloženy v průhledné hrobce)

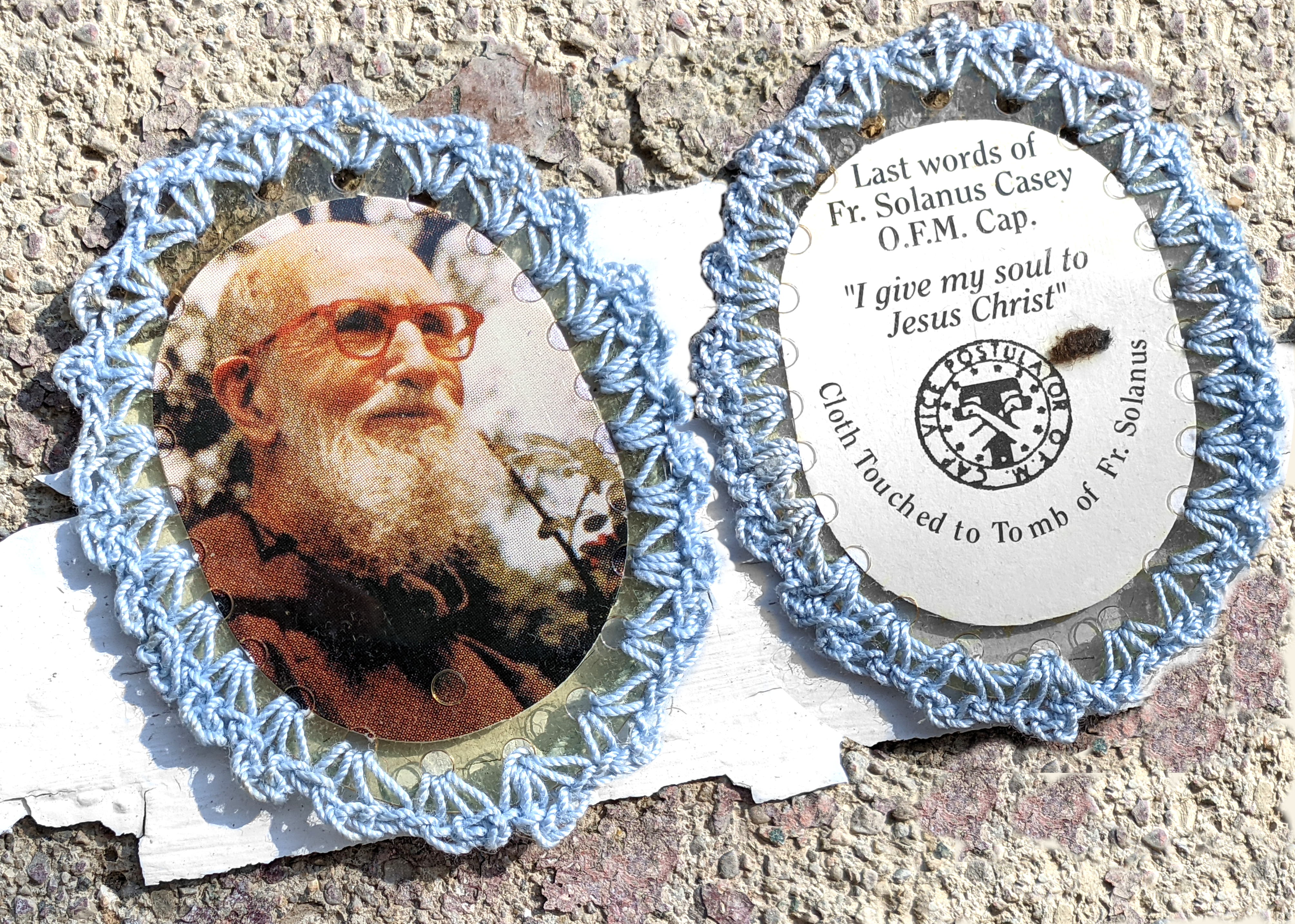
Relikvie jeho škapulíře (kousek hnědé látky)

Narodil se dne 25. listopadu 1870 na farmě ve městě Oak Grove ve Wisconsinu jako šesté z šestnácti dětí rodičům Bernardu Jamesi Caseyovi a Ellen Elizabeth Murphy. Jeho rodiče byli irští přistěhovalci. Pokřtěn byl dne 18. prosince 1870. Roku 1878 se nakazil záškrtem, který trvale poškodil jeho hlas. Tentýž rok na stejnou nemoc zemřeli dva jeho sourozenci.

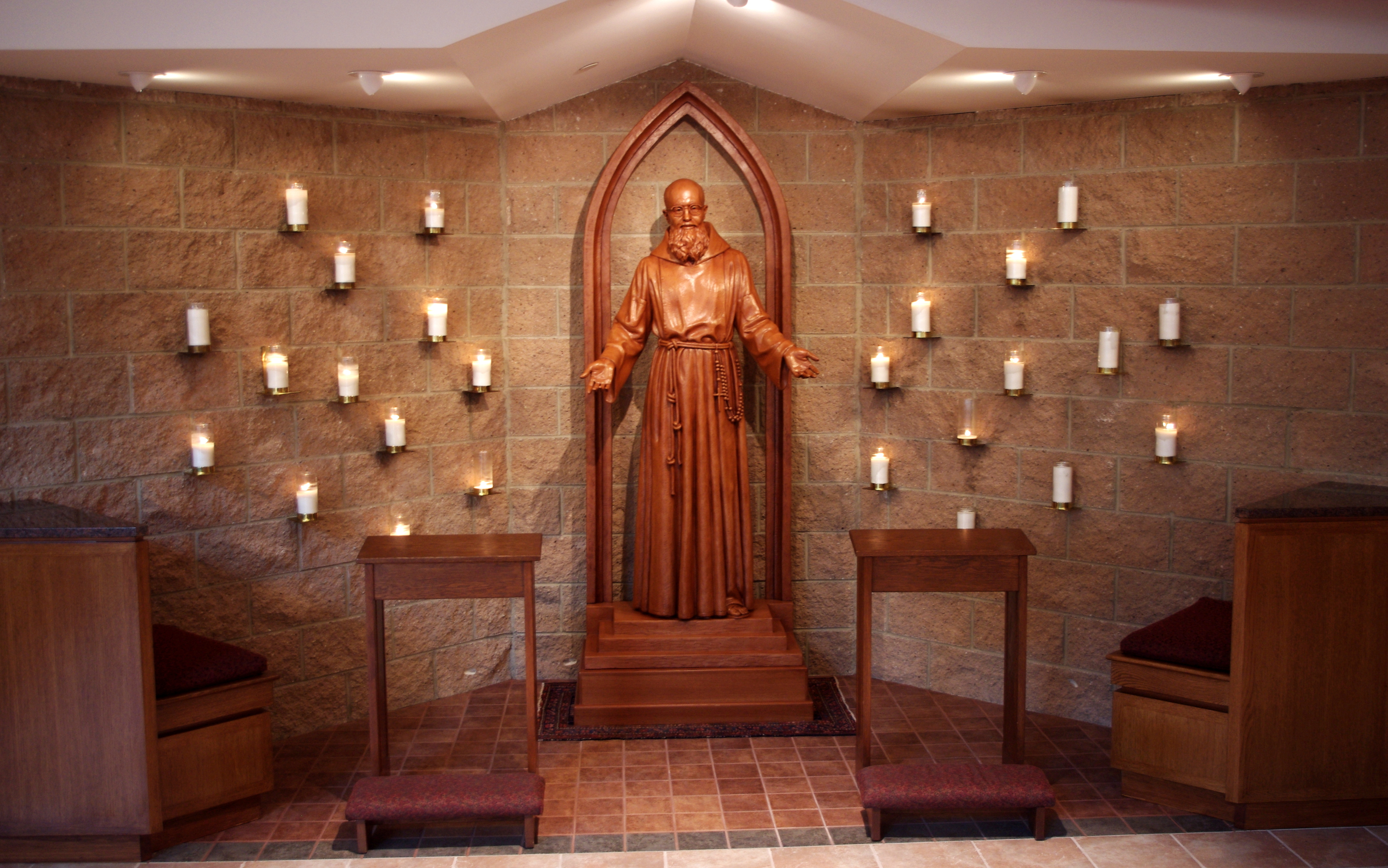
Jeho socha v kapli v Brightonu v předměstí Detroitu

Později se s rodinou přestěhoval do města Hudson ve Wisconsinu. Roku 1878 zde začal chodit do školy, avšak roku 1882 se s rodinou přestěhoval do Burkhardtu, taktéž ve Wisconsinu. Od roku 1887 vystřídal několik povolání, kdy byl dřevorubcem, sanitářem v nemocnici, dozorcem ve státní věznici v Minnesotě a provozovatelem tramvají v Superioru.

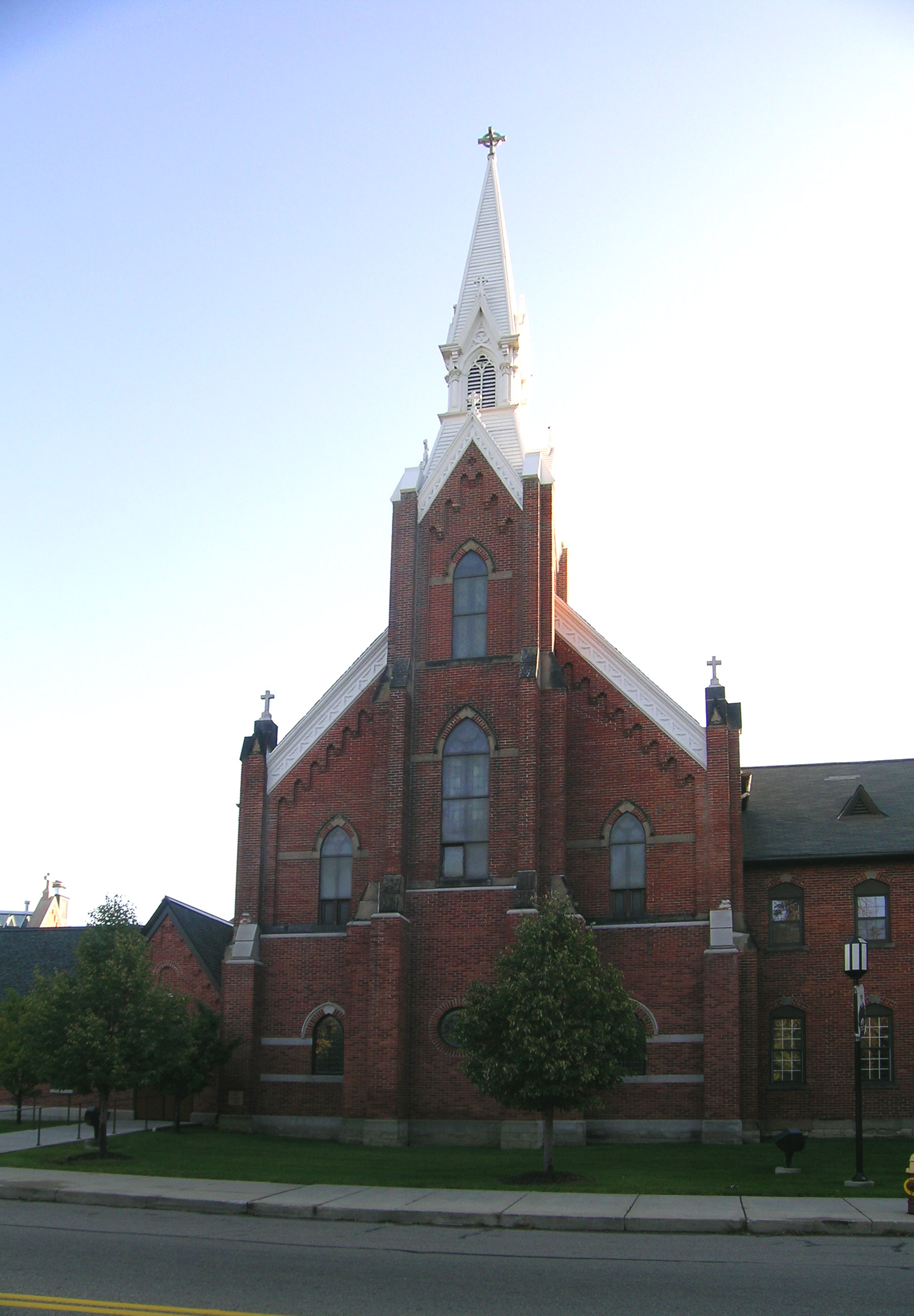
Kapucínský klášter sv. Bonaventura v Detroitu, ve kterém prožil část svého života

Rozhodl se stát diecézním knězem, avšak po neúspěchu na semináři mu bylo doporučeno stát se řeholním knězem. Dne 14. ledna 1897 byl přijat do noviciátu v Řádu menších bratří kapucínů. Po sv. Františku Solanovi si zvolil řeholní jméno Solanus. Své řeholní sliby složil dne 21. července 1898. Poté, co dostudoval, byl dne 24. července 1904 arcibiskupem Sebastianem Gebhardem Messmerem v kostele sv. Františka z Assisi v Milwaukee vysvěcen na kněze. Svoji primiční mši svatou sloužil za přítomnosti své rodiny dne 31. července 1904 v Appletonu.
Poté pobýval v klášterech svého řádu v New Yorku. Vykonával zde také kněžské působení. Byl vyhledávaným duchovním rádcem. Roku 1924 byl přeložen do Detroitu, kde působil až do roku 1945. Zastával zde drobné funkce jako recepční nebo vrátný. Pravidelně také navštěvoval nemocné. Během svého působení v klášteře sv. Bonaventura v Detroitu se podílel na založení kapucínské kuchyně, která by poskytovala jídlo chudým. To se podařilo roku 1929, v době velké hospodářské krize. Byl dobrý v hraní na housle. Se svými spolubratry také hrával tenis a volejbal. Roku 1946 byl s podlomeným zdravím převezen do Huntingtonu v Indianě, kde žil až do roku 1956, kdy se vrátil do Detroitu.
Roku 1957 byl hospitalizován po otravě jídlem. Po návratu z nemocnice ho začalo svrbělo tělo, na kterém se objevovaly vředy. Opět se tedy dostavil do nemocnice, kde mu byl zjištěn erysipel. Vředy však postupně mizely a tak byl opět propuštěn. Dne 2. července 1957 byl po zhoršení zdraví opět hospitalizován. V nemocnici ho také navštívila jeho sestra.
Zemřel na erysipel v pověsti svatosti dne 31. července 1957 dopoledne v nemocnici v Detroitu. Pohřben byl na zahradě kapucínského kláštera sv. Bonaventura v Detroitu, kde před smrtí žil. Dne 8. července 1987 byly jeho ostatky exhumovány a pohřbeny v klášterní kapli kapucínského kláštera sv. Bonaventura v Detroitu. Během jeho exhumace nevykazovala jeho kůže žádné známky nemoci, kterou trpěl. Dne 1. srpna 2017 byly jeho ostatky opět exhumovány a uloženy do nové průhledné hrobky.

## Úcta
Jeho beatifikační proces byl zahájen dne 26. října 1983. Dne 11. července 1995 jej papež sv. Jan Pavel II. podepsáním dekretu o jeho hrdinských ctnostech prohlásil za ctihodného. Dne 4. května 2017 byl uznán zázrak na jeho přímluvu, potřebný pro jeho blahořečení.
Blahořečen pak byl dne 18. listopadu 2017 na fotbalovém stadionu Ford Field v Detroitu. Obřadu předsedal jménem papeže Františka kardinál Angelo Amato.
Jeho památka je připomínána 30. července. Bývá zobrazován v řeholním oděvu.